# 阿韋勞山
46°30′04″N 12°02′14″E / 46.50108°N 12.0373°E

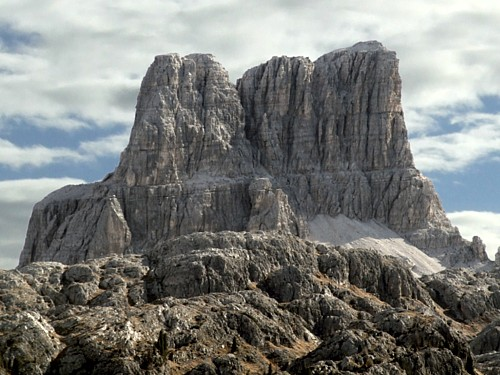

阿韋勞山（義大利語：Averau），是意大利的山峰，位於該國北部，由貝盧諾省負責管轄，屬於多洛米蒂山的一部分，海拔高度2,649米，每年平均降雨量1,805毫米。